# سلیم ایوب‌زاد

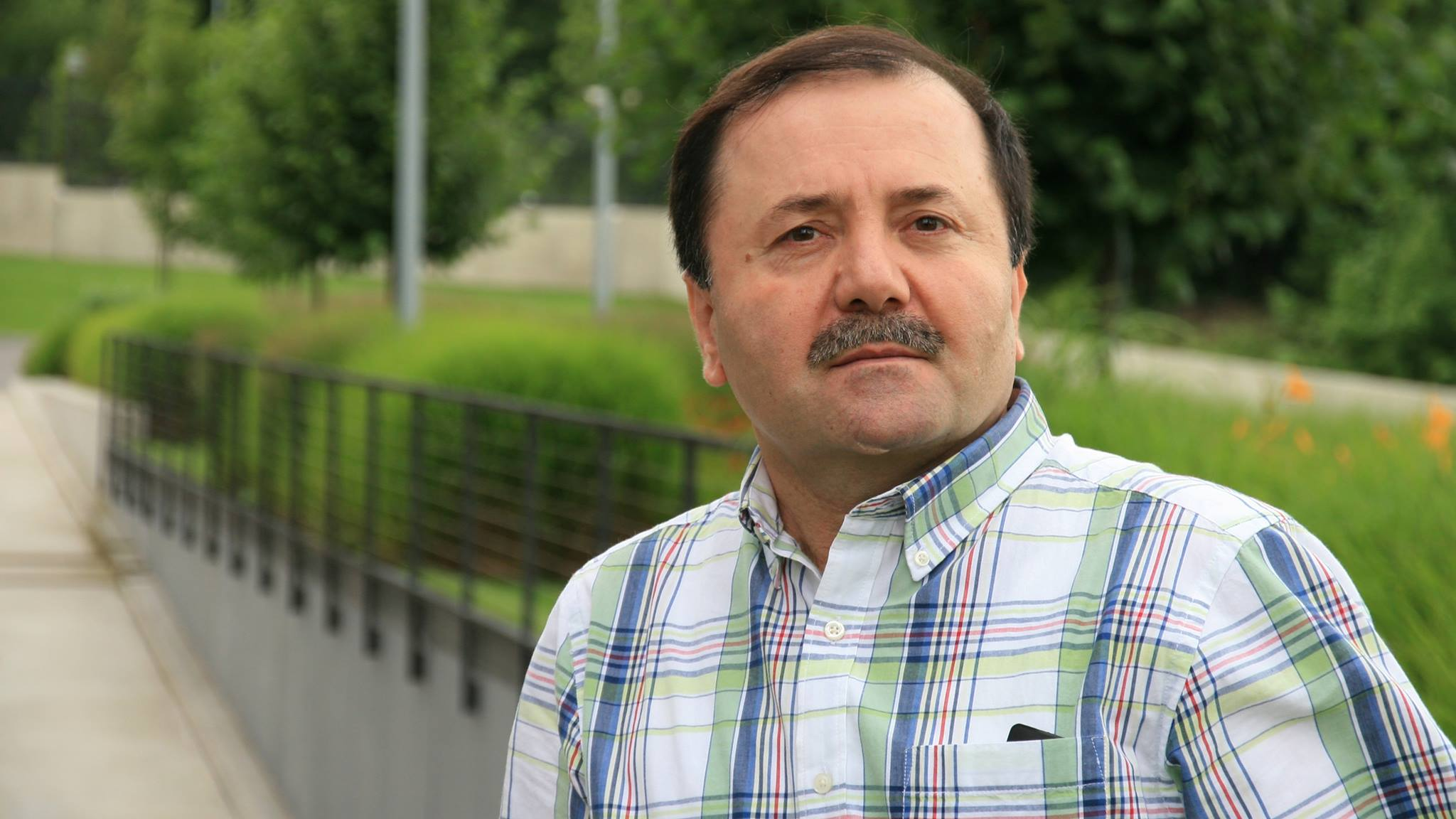
سلیم ایوب‌زاد

سلیم ایوب‌زاد (سلیم‌جان ایوب‌اف) (زاده ۱۹۶۰) نویسنده و خبرنگار اهل تاجیکستان است.
کتاب «تاجیکان در قرن بیستم»، نوشته او، از کتاب‌های مهم تاریخ معاصر تاجیکستان به‌شمار می‌رود.

## زندگی و فعالیت‌ها
سلیم ایوب‌زاد در ۱۸ اوت سال ۱۹۶۰ در ناحیه مستچاه به دنیا آمده‌است. در سال‌های تحصیل در دوره راهنمایی خبر و مقاله، داستان‌ها و لطیفه‌های او در نشریه‌های کودکان تاجیکستان به طبع رسیده‌اند.
پس از دانش‌آموختگی از دانشگاه دولتی تاجیکستان در نشریه‌های گوناگون در دوشنبه و مسکو کار کرده‌است. مدیر بخش سیاسی و اجتماعی هفته‌نامه "ادبیات و صنعت"، نایب سردبیر " هفت‌گنج " و سردبیر نشریه "چراغ روز" بود.
او مولف شش کتاب مستند و برنده جایزه اول کنفدراسیون انجمن‌های روزنامه‌نگاری جامعه کشورهای همسود در سال ۱۹۹۱ است.

## فعالیت‌های رسانه‌ای
از سال ۱۹۹۰ خبرنگار و از ۱۹۹۵ کارمند دفتر مرکزی رادیو اروپای آزاد/رادیو آزادی در پراگ است. عملاً او اولین شهروند تاجیکستان است، که با این رسانه همکاری کرده و برای کار به آن دعوت شده‌است. در سال‌های ۱۹۹۲ - ۱۹۹۵ خبرنگار رادیوی آزادی در روسیه و اتحاد دولت‌های مشترک‌المنافع بود. به عنوان خبرنگار در اکثر دوره‌های گفتگوی صلح تاجیکستان (۱۹۹۴-۱۹۹۷) شرکت کرده و از جریان آن‌ها گزارش داده‌است. در این باره مجموعه شش‌قسمته "فقط به خاطر صلح" را آماده و در رادیو پخش نمود.
در سال ۱۹۹۹ سلسله گزارش‌های ویژه‌ای را تحت عنوان "صد رنگ صد سال"، "تاجیکان در قرن بیستم" را که از ۳۰ بخش تشکیل می‌شد تهیه و پخش کرد. سال ۲۰۰۲ متن این برنامه‌ها به شکل کتاب به انتشار رسید و در شهر دوشنبه معرفی شد. این کتاب از طرف نویسنده افغان نجم‌الدین کاویانی به خطّ فارسی برگردانده شد و در آلمان به نشر رسید. در سلسله یادشده مولف به پژوهش تاریخ افکار سیاسی و اجتماعی تاجیکان پرداخته، چهره‌های بارز ملی سده ۲۰ تاجیکان و رویدادهای سرنوشت‌ساز این مردم را به تصویر کشیده است. کتاب او و سالنامه آن، که به زبان انگلیسی از طرف نویسنده ایرانی‌تبار آمریکایی ایرج بشیری آماده شده‌است، در برخی از دانشگاه‌های آمریکا به عنوان تاریخ معاصر تاجیکان آموخته می‌شود.
از سال ۲۰۰۰ به این سو او به رسانه‌های نو توجه کرده و نخستین تارنمای تاجیکی سیریلیک را در رادیوی آزادی تأسیس کرد. در آن وقت حروف سیریلیک تاجیکی در سامانه مایکروسافت موجود نبود و رادیوی آزادی اولین بار حروف سیریلیک تاجیکی مخصوص این تارنما را به وجود آورد. تارنمای رادیوی آزادی، که سال‌های طولانی از طرف سلیم ایوب‌زاد مدیریت می‌شد، مدت‌های زیادی از پرخواننده‌ترین رسانه‌های نو تاجیکی سیریلیک باقی‌مانده‌است. اولین تجربه‌های تعاملی را همان تارنما راه‌اندازی کرده و دست‌اندرکاران تاجیک را با آن آشنا ساخته‌است.
سلیم ایوب‌زاد هم‌چنین یکی از پیشگامان حرکت وبلاگ‌نویسی تاجیکی بوده، در تأسیس ده‌ها وبلاگ سهم داشته‌است. وبلاگ خود او "نگرش و کندوکاو" از پرخواننده‌ترین بلاگ‌های تاجیکی به شمار می‌رود.